# 알렉세이 스피리도노프 (육상인)
알렉세이 세르게예비치 스피리도노프(러시아어: Алексе́й Серге́евич Спиридо́нов, 1951년 11월 20일~1998년 4월 9일)는 소련과 러시아의 육상 선수, 지도자로 주 종목은 해머던지기이다. 1976년 하계 올림픽에서 남자 해머던지기 은메달을 획득했으며,  유럽 선수권 대회에서 금메달 1개를 획득했다. 또한 1974년 9월부터 1975년 5월까지 남자 해머던지기 세계 기록을 보유했다.

## 수상

### 국제 대회
- 올림픽: 은메달(1976)

### 수훈
- 소련 명예 공훈체육인